# Lago Luna

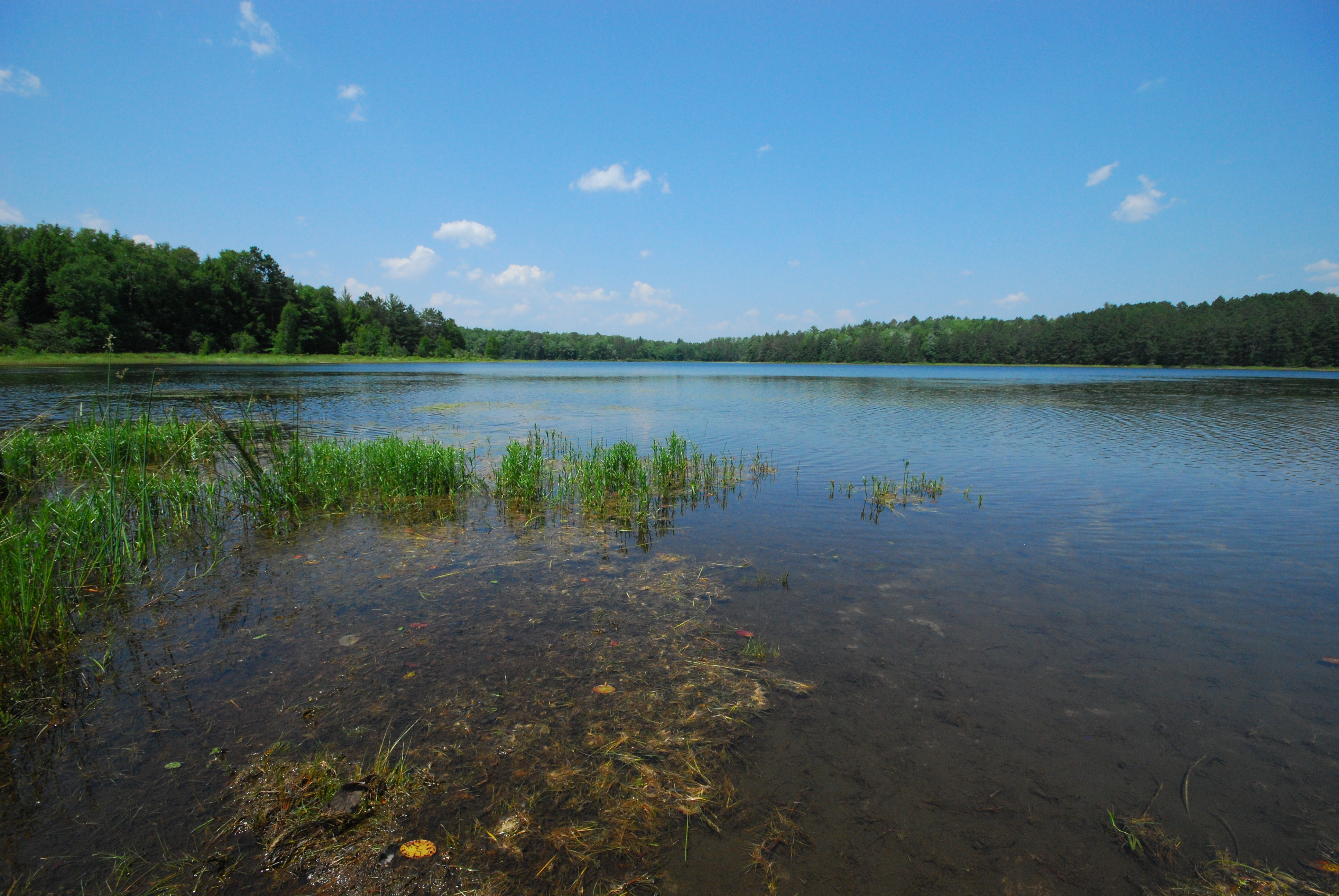
Lago Luna.

Lago Luna (en inglés: Luna Lake) es un cuerpo natural de agua que cubre aproximadamente 75 acres (0,30 kilómetros cuadrados) de superficie. Se encuentra a unas tres millas (5 kilómetros) al sureste de Alpine, Arizona, en los Estados Unidos, elevándose hasta 7.890 pies (2.400 m).
El lago Luna tiene la distinción de ser parte del río San Francisco, que fluye hacia el este en Nuevo México, luego al sur, y al oeste en el río Gila (en Arizona). Las cabeceras se encuentran al norte de otro afluente principal del Gila, el Río Azul (blue river) de Arizona.